# Providence (Metro de Charleroi)
La estación de Providence es una estación de la red de Metro de Charleroi, operada por las líneas  y .

## Presentación
Construida en viaducto a ras de suelo, solo tiene una entrada al oeste. Como la mayoría, es de andén central.

## Accesos
- Route de Mons

## Conexiones
| Línea | Procedencia          | Parada                        | Destino          |
| ----- | -------------------- | ----------------------------- | ---------------- |
| 53    | CHARLEROI Beaux-Arts | MARCHIENNE-AU-PONT Providence | SOUVRET Forrière |